# Джексонборо (Південна Кароліна)
Джексонборо (англ. Jacksonboro) — переписна місцевість (CDP) в США, в окрузі Коллтон штату Південна Кароліна. Населення — 412 особи (2020).

## Географія
Джексонборо розташоване за координатами 32°46′18″ пн. ш. 80°28′37″ зх. д. / 32.77167° пн. ш. 80.47694° зх. д. (32.771759, -80.476925).  За даними Бюро перепису населення США в 2010 році переписна місцевість мала площу 37,46 км², уся площа — суходіл.

## Демографія
Згідно з переписом 2010 року, у переписній місцевості мешкало 478 осіб у 192 домогосподарствах у складі 134 родин. Густота населення становила 13 осіб/км².  Було 235 помешкань (6/км²).
Расовий склад населення:
| - 66,5 % — чорних або афроамериканців - 32,4 % — білих |

До двох чи більше рас належало 1,0 %. Частка іспаномовних становила 0,6 % від усіх жителів.
За віковим діапазоном населення розподілялося таким чином: 22,0 % — особи молодші 18 років, 61,5 % — особи у віці 18—64 років, 16,5 % — особи у віці 65 років та старші. Медіана віку мешканця становила 43,8 року. На 100 осіб жіночої статі у переписній місцевості припадало 87,5 чоловіків;  на 100 жінок у віці від 18 років та старших — 86,5 чоловіків також старших 18 років.
Середній дохід на одне домашнє господарство  становив 51 266 доларів США (медіана — 31 282), а середній дохід на одну сім'ю — 60 633 долари (медіана — 35 278). Медіана доходів становила 40 714 долари для чоловіків та 40 045 доларів для жінок. За межею бідності перебувало 34,2 % осіб, у тому числі 23,3 % дітей у віці до 18 років та 61,9 % осіб у віці 65 років та старших.
Цивільне працевлаштоване населення становило 162 особи. Основні галузі зайнятості: науковці, спеціалісти, менеджери — 17,3 %, сільське господарство, лісництво, риболовля — 15,4 %, транспорт — 14,8 %, освіта, охорона здоров'я та соціальна допомога — 14,8 %.